# Kossányi József
Kossányi József (Komáromszentpéter, 1908. március 8. – Budapest, 1988. október) felvidéki származású költő és kritikus. 
Irodalmi munkásságának jellemzője mindenekelőtt a szülőföld szeretete és a kisebbségi magyarságtudat.

## Életpályája
Szülei tanítók voltak és őt is erre a pályára szánták. Pozsonyban szerzett tanári oklevelet. Tanított Bagotán, Szentpéteren, Komáromban, később Ausztriában is. Szereplője volt a felvidéki művelődési életnek. Több irodalmi folyóirat munkatársa is volt.
1945-től Nyugaton, 1951-től az Amerikai Egyesült Államokban élt. Egy ideig Chicagóban és Floridában, majd Clevelandben, ahol acélgyári munkásként dolgozott. Külföldi tartózkodása során sem hagyott fel a költészettel. Amerikai folyóiratokban megjelent verseit kötetekben is közreadta. 1967-ben a Clevelandi Árpád Akadémia a tagjai sorába választotta. Élete utolsó éveit Magyarországon töltötte.

## Emlékezete
- Nevét 2003-tól a komáromszentpéteri általános iskola viseli.

## Művei
- Máglyák (Komárom, 1929)
- Éjféli kiáltás (Komárom, 1933)
- Szent György meg a sárkány (Cleveland, 1960)
- Végtelen út (Cleveland, 1970)